# Benoît Hogue
Benoît Hogue (* 28. Oktober 1966 in Repentigny, Québec) ist ein ehemaliger kanadischer Eishockeyspieler, der im Verlauf seiner aktiven Karriere zwischen 1983 und 2002 unter anderem für die Buffalo Sabres, New York Islanders, Toronto Maple Leafs, Dallas Stars, Tampa Bay Lightning, Phoenix Coyotes, Boston Bruins und Washington Capitals in der National Hockey League auf der Position des linken Flügelstürmers bestritten hat. Seinen größten Karriereerfolg feierte Hogue in Diensten der Dallas Stars mit dem Gewinn des Stanley Cups im Jahr 1999.

## Karriere
Benoît Hogue begann seine Karriere als Eishockeyspieler bei den Castors de Saint-Jean, für die er von 1983 bis 1986 in der kanadischen Juniorenliga Ligue de hockey junior majeur du Québec aktiv war. In diesem Zeitraum wurde er im NHL Entry Draft 1985 in der zweiten Runde als insgesamt 35. Spieler von den Buffalo Sabres ausgewählt. Mit deren Farmteam, den Rochester Americans aus der American Hockey League, für die er in seinen ersten beiden Spielzeiten im Franchise der Buffalo Sabres fast ausschließlich spielte, gewann er in der Saison 1986/87 den Calder Cup. In der folgenden Spielzeit gab der Angreifer sein Debüt in der National Hockey League für die Sabres, wobei er in drei Spielen ein Tor erzielte und eine Vorlage gab. Es folgten drei Jahre als Stammspieler in der NHL für Buffalo, ehe er am 25. Oktober 1991 zusammen mit Pierre Turgeon, Uwe Krupp und Dave McLlwain im Tausch für Pat LaFontaine, Randy Hillier, Randy Wood und einem Viertrunden-Wahlrecht im NHL Entry Draft 1992 an die New York Islanders abgegeben wurde.
Bei den New York Islanders lief Hogue drei Jahre lang regelmäßig in der NHL auf, bevor er kurz vor dem Ende der Trade Deadline in der Saison 1994/95 zu den Toronto Maple Leafs transferiert wurde. Diese verließ er nach nicht einmal einem Jahr bereits wieder, um sich den Dallas Stars anzuschließen. Nach drei Jahren verließ der Linksschütze die Texaner 1998 zunächst wieder, ehe er kurz vor Ende der Saison 1998/99 von den Verantwortlichen zurückgeholt wurde. Mit Dallas gewann er in den folgenden Playoffs zum ersten und einzigen Mal den prestigeträchtigen Stanley Cup. Zu diesem Erfolg trug er mit zwei Vorlagen in 14 Playoff-Spielen bei. Die nächste Spielzeit verbrachte der Kanadier bei den Phoenix Coyotes, ehe er für weitere eineinhalb Jahre bei den Dallas Stars unterschrieb. Nachdem er die Saison 2001/02 bei den Boston Bruins und Washington Capitals abgeschlossen hatte, beendete Hogue im Alter von 35 Jahren seine aktive Laufbahn.

## Erfolge und Auszeichnungen
- 1987 Calder-Cup-Gewinn mit den Rochester Americans
- 1999 Stanley-Cup-Gewinn mit den Dallas Stars

## Karrierestatistik
(Legende zur Spielerstatistik: Sp oder GP = absolvierte Spiele; T oder G = erzielte Tore; V oder A = erzielte Assists; Pkt oder Pts = erzielte Scorerpunkte; SM oder PIM = erhaltene Strafminuten; +/− = Plus/Minus-Bilanz; PP = erzielte Überzahltore; SH = erzielte Unterzahltore; GW = erzielte Siegtore; 1 Play-downs/Relegation; Kursiv: Statistik nicht vollständig)